# 4 Księga Ezdrasza
4 Księga Ezdrasza znana także jako Proroctwo Ezdrasza oraz Apokalipsa Ezdrasza – księga ta należy do apokaliptyki judaizmu i chrześcijaństwa. Księga niebędąca częścią Biblii hebrajskiej (tradycji żydowskiej i protestanckiej) również w tradycji katolickiej zaliczana do apokryfów. Za deuterokanoniczną uznawana jest w rosyjskim oraz gruzińskim prawosławiu i w Kościele koptyjskim (jako 3 Księga Ezdrasza). Pod nazwą 4 Księgi Ezdrasza weszła do Wulgaty, gdzie dołączono jako jej część 5 Księgę Ezdrasza i 6 Księgę Ezdrasza, późniejsze dopiski chrześcijańskie nieznane na Wschodzie. Wulgata klementyńska, oficjalny tekst Biblii opracowany po Soborze trydenckim (XVI w.), umieściła ją razem z 3 Księgą Ezdrasza oraz Modlitwą Manassesa w appendiksie jako apokryfy.
Utwór powstał prawdopodobnie na przełomie I i II wieku, w języku aramejskim bądź hebrajskim, następnie przetłumaczono go na język grecki. Jest to utwór żydowski, prawdopodobnie powstały w kręgu izraelskich faryzeuszy.
Księga ma charakter apokalipsy, zawiera siedem wizji otrzymanych przez Salatiela zwanego Ezdraszem. Opisuje bieżące i przyszłe dzieje Izraela, los zmarłych i nadejście Mesjasza, który ma ukarać Cesarstwo rzymskie. Jego panowanie ma trwać 400 lat. Księga mówi też o powstaniu 94 świętych ksiąg, z których 24 weszły w skład kanonu Biblii hebrajskiej, pozostałe 70 są znane tylko wtajemniczonym.
Księgę tę, w łacińskim przekładzie, zawiera Kodeks Kompluteński I.